# Wattebledia
Wattebledia is een geslacht van weekdieren uit de klasse van de Gastropoda (slakken).

## Soort
- Wattebledia crosseana (Wattebled, 1884)